# مقاطعة بافت
مقاطعة بافت (بالفارسية: شهرستان بافت) هي مقاطعة تقع في إيران في محافظة كرمان. يقدر عدد سكانها بـ 64,743 نسمة .